# María Ignacia
María Ignacia o Vela es una localidad del partido de Tandil, provincia de Buenos Aires, Argentina, situada a 50 km de la cabecera del municipio. Es la segunda mayor aglomeración urbana del partido, detrás de la ciudad de Tandil, y delante de Gardey.

## Población
Cuenta con 1948 habitantes (Indec, 2010), lo que representa un incremento del 7% frente a los 1822 habitantes (Indec, 2001) del censo anterior.
| Gráfica de evolución demográfica de María Ignacia entre 1991 y 2010 |
|                                                                     |
| Fuente: Censos nacionales del INDEC                                 |

## Historia
Esta población se originó cuando se prolongaba el ferrocarril sud, hacia Bahía Blanca, pasando por Tandil. Es así como, en 1885, Felipe y Pedro Vela donaron los terrenos para el establecimiento de la estación de ferrocarril. De este modo nació la Estación Vela.
El conflicto con el nombre surge ya que la estación se llamaba Vela en honor a los donantes de las tierras para las vías, pero el pueblo que más tarde fue creciendo se denominó María Ignacia en honor a la madre de Vicente Casares, quien loteó y donó los territorios adyacentes a los de los hermanos Vela.
Para evitar conflictos entre los partidarios de ambas denominaciones, al pueblo suele asignársele el nombre de María Ignacia - Vela.

## Economía
La principal actividad económica es la agrícola, aunque por algunas épocas funcionaron las canteras Troncoso-Varela. El tiempo proveyó a la localidad de la escuela pública, el hospital, capillas, correo, juzgado de paz, almacenes de ramos generales, herrerías y comercios variados.
La localidad no logró progresar en la producción de ninguna otra materia prima a diferencia de Tandil. Todo lo producido se trasladaba a otras grandes ciudades impidiendo el avance del pueblo, que estaba proyectado para su crecimiento.

## Autoridades

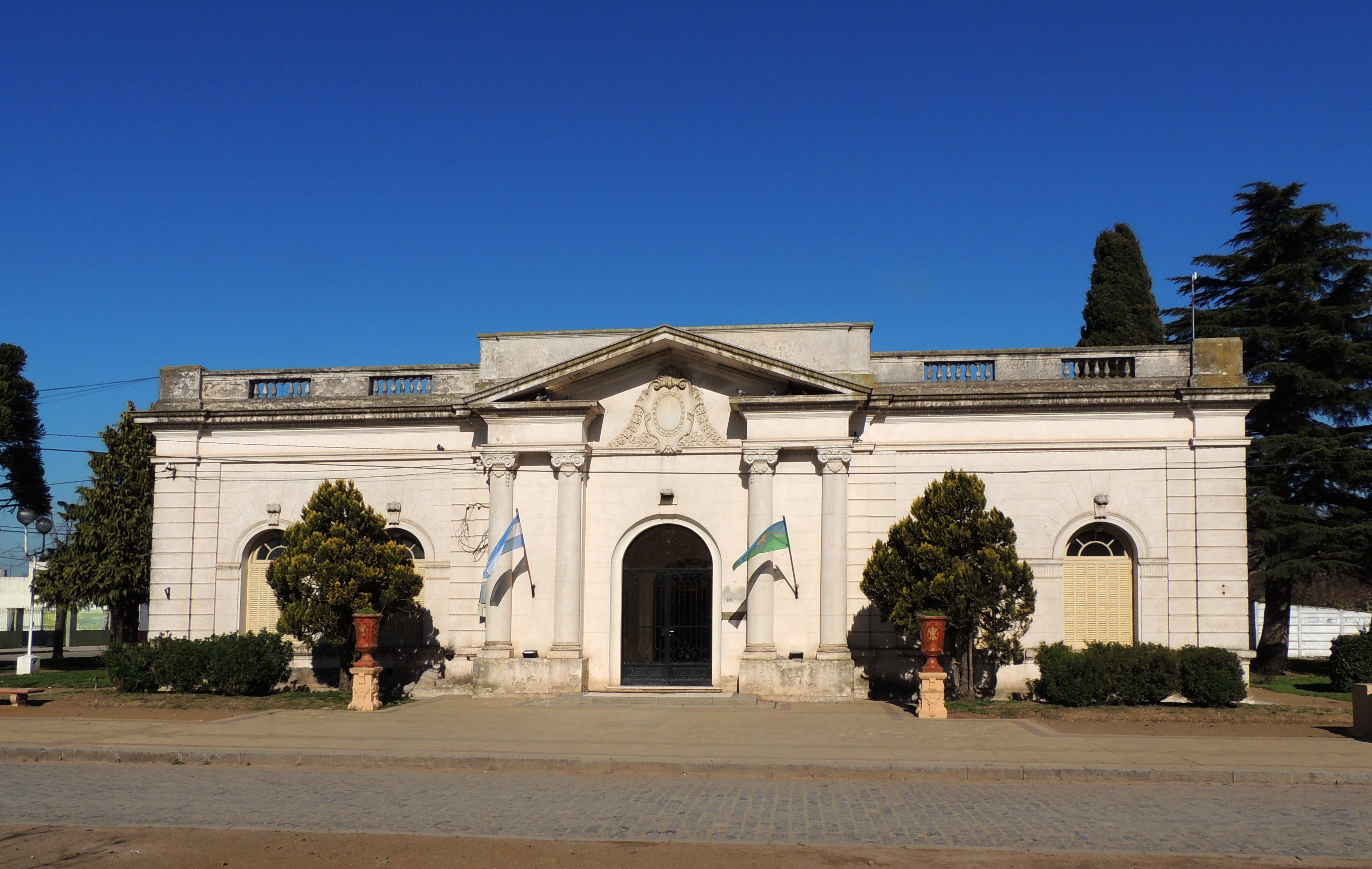
Edificio de la Delegación Municipal.

Las principales autoridades de la localidad son la delegada municipal, Daniela Labour, quien ocupa su cargo desde 2016, el Encargado del Destacamento policial Teniente Carlos Yáñez, cuya gestión lleva ya cinco años, quien desde 1994 ha estado al frente de la iglesia Nuestra Señora del Rosario, santa patrona de la localidad.

## Cultura

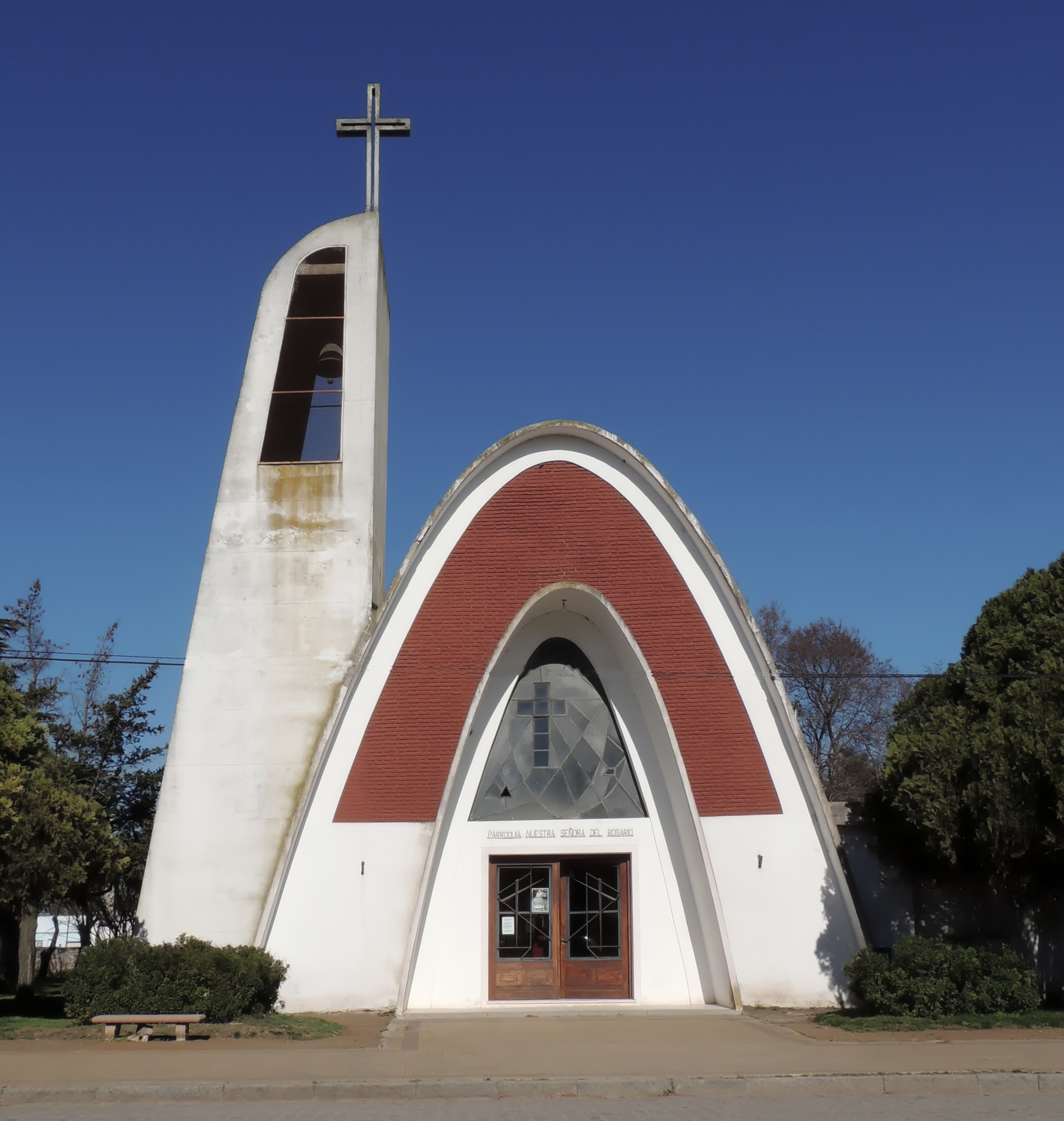
Iglesia parroquial

El pueblo cuenta con dos museos: el Histórico y el de Ciencias Naturales Dr. Aurelio de Lusarreta que expone más de mil piezas que describen la historia del pueblo y el Museo de maquinarias agricólas Prof. Eduardo Ferrer.
La población cuenta distintas instituciones educativas: jardín de infantes n°909. Merceditas, escuela primaria n°13 Domingo Faustino Sarmiento, escuela secundaria n.º 5 Sargento Cabral, centro de adultos n.º 712 y C.E.F n.º 162.
El Hospital Municipal de la Localidad se llama Enrique Rodríguez Larreta y cuenta entre sus instalaciones con un pabellón de ancianos, sala de ginesiología, equipo de rayos.
El cementerio municipal tiene una arquitectura muy similar al de Recoleta.
La arquitectura de la Delegación Municipal es única: allí funciona el sector administrativo de la Delegación Municipal, despacho del delegado municipal, sala de reuniones (fiscalía). Además en el edificio se encuentra el Registro Nacional de las Personas, el Correo Argentino y I.O.M.A.
Cuenta María Ignacia con un cuerpo de Bomberos Voluntarios, reconocido en la zona, un Centro de Jubilados y Pensionados, Buenas Popular José Ingenieros, Escuela Municipal de Arte, Club Social Vela y Club Velense.
La población cuenta con un Banco Nación.

El pueblo cuenta en su plaza principal con una gran variedad de árboles entre ellos tilos, plátanos, abetos, araucarias, álamo criollo, cedro y ciruelo. En una de las esquinas de acceso a la plaza un cartel sirve de referencia para identificar cada una de las especies.
En 1910, 1925 y 1945, los habitantes elevaron un proyecto para crear un partido propio, con tierras de Tandil y de Juárez, aunque estos intentos siempre se diluyeron.[cita requerida]

## Parroquias de la Iglesia católica en María Ignacia
| Diócesis  | Azul                       |
| --------- | -------------------------- |
| Parroquia | Nuestra Señora del Rosario |